# Tony Hawk's Pro Skater 3
Tony Hawk's Pro Skater 3, познатија и као THPS3 или Tony Hawk 3, је скејтерска рачунарска игра која је развијена од стране Neversofta, а издата од стране Activisiona 2001. године за Нинтендо, Гејм Бој, Плејстејшн и Плејстејшн 2, док је 2002. направљено издање и за Нинтендо 64, Гејм бој Адванс и Xbox. То је прва игра за Плејстејшн 2 која је подржавала онлајн играње и последња игра направљена за Нинтендо 64 у САД-у. Поред Тони Хоука у игри се појављује још 11 професионалних скејтера.
У овој игри се поред скејтерских брендова могу уочити билборди са натписом Мекдоналдс, Џип и Нокија.

## Скејтери
- Тони Хоук
- Стив Кабаљеро
- Карим Кембел
- Ран Глифберг
- Баки Ласек
- Чед Маска
- Ендру Рејнолдс
- Гојф Роули
- Бем Магера
- Родни Мулен
- Елиза Стример
- Џејми Томас

## Нивои
Игра има 9 нивоа, од тога три такмичења и 6 стандардних нивоа. Сваки ниво се састоји од 9 задатака.
1. Ливница
2. Канада
3. Рио де Жанеиро (такмичење)
4. Предграђе
5. Аеродром
6. Острво Скејтера (такмичење)
7. Лос Анђелес
8. Токио (такмичење)
9. Брод

## Музика
ЦД са песмама из игрице издат је 16. октобра 2001. за издавачку кућу Warner Bros.

## Критике
Игра је добила позитивне критике, чак је оцењена „чистом“ десетком од ГејмСпота, као и награду за најбољу спортску игру у 2001. години од Е3.